# سام كوهن (ملحن)
سام كوهن (بالإنجليزية: Sam Cohen)‏ هو ملحن ومغني وكاتب أغاني أمريكي، ولد في 28 سبتمبر 1979 في هيوستن في الولايات المتحدة.

## وصلات خارجية
- الموقع الرسمي
- سام كوهن على موقع ميوزك برينز (الإنجليزية)
- سام كوهن على موقع أول ميوزيك (الإنجليزية)
- سام كوهن على موقع ديسكوغز (الإنجليزية)